# Battlestar Galactica (1978)
Battlestar Galactica is een Amerikaanse sciencefictionserie uit 1978 onder regie van Richard A. Colla. De serie is bedacht door Glen A. Larson en telt 1 seizoen van 24 afleveringen. Ze vormde het begin van de Battlestar Galactica-franchise.

## Achtergrond
Deze originele serie wordt soms ook wel BSG TOS (The Original Series) genoemd. De pilotaflevering was met een kostprijs van 7 miljoen dollar de duurste pilot voor een serie tot dan toe. In Canada, Europa en Japan werd deze pilot tot de film Battlestar Galactica verwerkt en in de bioscoop uitgebracht. In Nederland werd de serie in 1980 en 1981 uitgezonden door de KRO en in de winter van 1985-1986 herhaald.
Ook de rest van de serie was duur in verhouding tot andere series uit die tijd. Een enkele aflevering kostte al gauw 1 miljoen dollar. Mede hierdoor is na het eerste seizoen besloten om ermee te stoppen. De vele fans (de serie was nog steeds erg succesvol) waren het hier niet mee eens, wat leidde tot een vervolg: Galactica 1980.

## Verhaal
In een afgelegen zonnestelsel leeft een mensenras op twaalf koloniewerelden. Ze zijn al eeuwen in oorlog met de Cylons, gevechtsrobots die ooit werden gemaakt door een allang verdwenen buitenaards reptielachtig ras. Met de hulp van de menselijke verrader Baltar zijn de Cylons erin geslaagd de mensheid vrijwel uit te roeien. Slechts één oorlogsschip kan aan de vernietiging ontkomen: de Battlestar Galactica van commandant Adama.
Met een vloot burgerschepen vol vluchtelingen vlucht de Galactica voor de Cylons. Adama besluit op zoek te gaan naar de legendarische 13e en laatste kolonie, genaamd Aarde. Tijdens de lange en gevaarlijke reis worden ze voortdurend bedreigd door de achtervolgende Cylons en andere gevaren.

## Afleveringen
Battlestar Galactica telt 24 afleveringen, waarvan de eerste drie, samen getiteld "Saga of a Star World", oorspronkelijk de film Battlestar Galactica vormden.

## Rolbezetting

### Hoofdrollen
Acteurs die verschenen in minstens achttien afleveringen.
| Acteur             | Personage            |
| ------------------ | -------------------- |
| Richard Hatch      | Kapitein Apollo      |
| Dirk Benedict      | Luitenant Starbuck   |
| Lorne Greene       | Commandant Adama     |
| Herb Jefferson jr. | Luitenant Boomer     |
| John Colicos       | Graaf Baltar         |
| Maren Jensen       | Luitenant Athena     |
| Noah Hathaway      | Boxey                |
| Laurette Spang     | Cassiopeia           |
| Tony Swartz        | Vluchtsergeant Jolly |
| Terry Carter       | Kolonel Tigh         |
| David Greenan      | Vluchtofficier Omega |

### Nevenrollen
Acteurs die verschenen in minstens drie afleveringen, waarbij hun personage een naam heeft.
| Acteur                                       | Personage                                                      |
| -------------------------------------------- | -------------------------------------------------------------- |
| Anne Lockhart                                | Luitenant Sheba                                                |
| Sarah Rush                                   | Vluchtkorporaal Rigel                                          |
| Felix Silla (lichaam) Jonathan Harris (stem) | Lucifer                                                        |
| George Murdock                               | Dokter Salik                                                   |
| Ed Begley jr.                                | Vluchtsergeant Greenbean                                       |
| John Dullaghan                               | Dokter Wilker                                                  |
| Larry Manetti                                | Korporaal Giles                                                |
| Bruce Wright                                 | Korporaal Lomas                                                |
| Jack Stauffer                                | Kapitein Bojay                                                 |
| Janet Julian                                 | Luitenant Brie                                                 |
| Jane Seymour                                 | Serina                                                         |
| Patrick Macnee                               | Graaf Iblis (lichaam & stem) Imperious Leader (stem) Introstem |

### Overige rollen
Acteurs die verschenen in drie afleveringen waarbij hun personage geen naam heeft en acteurs die verschenen in twee afleveringen.
| Acteur            | Personage                  |
| ----------------- | -------------------------- |
| Lance LeGault     | Maga Bootes                |
| Jeff MacKay       | Korporaal Komma            |
| Norman Stuart     | Politicus                  |
| Paul Coufos       | Piloot                     |
| Roy Thinnes       | Croft                      |
| James Olson       | Thane                      |
| John Williams     | Sire Montrose              |
| Christine Belford | Leda                       |
| Rod Haase         | Vluchtofficier Tolan       |
| Sheila Wills      | Luitenant Deitra           |
| Lloyd Bridges     | Commandant Cain            |
| Richard Lynch     | Wolfe                      |
| Robert Feero      | Bora                       |
| Denny Miller      | Ser 5-9                    |
| Anthony De Longis | Taba                       |
| Britt Ekland      | Tenna                      |
| Lloyd Bochner     | Commandant Leiter          |
| Ted Hamaguchi     | Roerganger                 |
| Alan Stock        | Kadet Cree                 |
| Curtis Credel     | Haals                      |
| Jennifer Joseph   | Militair                   |
| Frank Parker      | Zed                        |
| Patricia Stich    | Zara                       |
| Janet Prescott    | Sorrell                    |
| Olan Soule        | Carmichael                 |
| Ron Kelly         | Beveiligingsofficier Reese |
| Harry Johnson     | Piloot                     |
| Alex Hyde-White   | Kadet Bow                  |
| Paul LeClair      | Militair                   |
| Walt Davis        | Vickers                    |
| Murray Matheson   | Politicus Geller           |
| Carol Baxter      | Macy                       |
| Millicent Crisp   | Militair                   |
| John Holland      | Ober                       |
| Marneen Fields    | Piloot                     |
| Dick Durock       | Imperious Leader (lichaam) |

## Rechtszaak
In 1978 werd Universal Studios aangeklaagd door 20th Century Fox vanwege plagiaat; Universal zou meerdere ideeën en concepten voor Battlestar Galactica hebben overgenomen uit Star Wars. Als tegenzet beweerde Universal dat Star Wars juist plagiaat pleegde op hun film Silent Running. 20th Century Fox' aanklacht werd door de rechtbank ongegrond verklaard.

## Prijzen
De serie won in 1979 twee Emmy Awards.